# Comuna Lehăceni-Boian, Noua Suliță
Lehăceni-Boian (în ucraineană Припруття, transliterat: Prîpruttea) este o comună în raionul Noua Suliță, regiunea Cernăuți, Ucraina, formată din satele Cotul Boianului și Lehăceni-Boian (reședința).

## Demografie
Componența lingvistică a comunei Lehăcenii Tăutului
     Română (96,21%)
     Ucraineană (2,38%)
     Rusă (1,38%)
Conform recensământului din 2001, majoritatea populației comunei Lehăcenii Tăutului era vorbitoare de română (96,21%), existând în minoritate și vorbitori de ucraineană (2,38%) și rusă (1,38%).